# Este (Pádua)
Este é uma comuna italiana da região do Vêneto, província de Pádua, com cerca de 16.623 habitantes. Estende-se por uma área de 32 km², tendo uma densidade populacional de 519 hab/km². Faz fronteira com Baone, Carceri, Lozzo Atestino, Monselice, Ospedaletto Euganeo, Sant'Elena, Vighizzolo d'Este, Villa Estense.

## Demografia
| Variação demográfica do município entre 1861 e 2011                               |
|                                                                                   |
| Fonte: Istituto Nazionale di Statistica (ISTAT) - Elaboração gráfica da Wikipedia |